# Mammoth du Colorado
 (août 2011).
Le Mammoth du Colorado est une franchise américaine de crosse en salle évoluant en National Lacrosse League depuis 2003. Basés à Denver (Colorado), le Mammoth joue au Pepsi Center, enceinte de 18 007 places inaugurée en 1999.

## Histoire

Thunder de Baltimore 1986-1999
Power de Washington 2000-2002
Mammoth du Colorado Depuis 2003

Le Thunder de Baltimore (en anglais : Baltimore Thunder) voient le jour à Baltimore, dans le Maryland, entre 1987 et 1999. Après la saison 1999, la franchise a été déplacée trois fois, en devenant le CrosseFire de Pittsburgh de 1999 à 2000. En 2000, la franchise devient le Power de Washington de 2001 à 2002 et finalement le Mammoth du Colorado depuis 2003.
Le Mammoth du Colorado joue au Pepsi Center depuis la saison 2003. Il appartient à E. Stanley Kroenke qui est aussi le propriétaire de l'Avalanche du Colorado (LNH), des Nuggets de Denver (NBA), du Crush du Colorado (AFL) et des Rapids du Colorado (MLS).

## Saison par saison

### Thunder de Baltimore
| Saison | Division   | V-D   | Class. | Domicile | Extérieur | Bp    | Bc    | Séries éliminatoires               |
| ------ | ---------- | ----- | ------ | -------- | --------- | ----- | ----- | ---------------------------------- |
| 1987   |            | 2-4   | 4e     | 1-2      | 1-2       | 79    | 82    | Vainqueur                          |
| 1988   |            | 2-6   | 4e     | 2-2      | 0-4       | 98    | 122   | --                                 |
| 1989   |            | 4-4   | 4e     | 2-2      | 2-2       | 99    | 96    | --                                 |
| 1990   |            | 4-4   | 4e     | 2-2      | 2-2       | 96    | 95    | --                                 |
| 1991   | American   | 6-4   | 1er    | 3-2      | 3-2       | 156   | 157   | Défaite en demi-finale             |
| 1992   | American   | 3-5   | 3e     | 2-2      | 1-3       | 117   | 147   | Défaite en demi-finale de division |
| 1993   | American   | 2-6   | 3e     | 1-3      | 1-3       | 122   | 147   | --                                 |
| 1994   | American   | 1-7   | 3e     | 1-3      | 0-4       | 93    | 113   | --                                 |
| 1995   |            | 3-5   | 5e     | 2-2      | 1-3       | 98    | 117   | --                                 |
| 1996   |            | 4-6   | 5e     | 3-2      | 1-4       | 144   | 163   | --                                 |
| 1997   |            | 2-8   | 6e     | 1-4      | 1-4       | 125   | 165   | --                                 |
| 1998   |            | 8-4   | 2e     | 4-2      | 4-2       | 184   | 160   | Finaliste                          |
| 1999   |            | 8-4   | 2e     | 5-1      | 3-3       | 211   | 175   | Défaite en demi-finale             |
| Totaux | 13 saisons | 49-67 |        | 29-29    | 20-38     | 1 622 | 1 739 |                                    |

### CrosseFire de Pittsburgh
| Saison | Division | V-D | Class. | Domicile | Extérieur | BP  | BC  | Séries éliminatoires |
| ------ | -------- | --- | ------ | -------- | --------- | --- | --- | -------------------- |
| 2000   |          | 6-6 | 6e     | 4-2      | 2-4       | 184 | 164 | --                   |
| Total  | 1 saison | 6-6 |        | 4-2      | 2-4       | 184 | 164 |                      |

### Power de Washington
| Saison | Division  | V-D   | Class. | Domicile | Extérieur | GF  | GA  | Séries éliminatoires   |
| ------ | --------- | ----- | ------ | -------- | --------- | --- | --- | ---------------------- |
| 2001   |           | 9-5   | 4th    | 4-3      | 5-2       | 226 | 204 | Défaite en demi-finale |
| 2002   | Est       | 9-7   | 1st    | 6-2      | 3-5       | 253 | 243 | Défaite en demi-finale |
| Total  | 2 saisons | 18-12 |        | 10-5     | 8-7       | 479 | 447 |                        |

### Mammoth du Colorado
| Saison         | Division  | V-D   | Class. | Domicile | Extérieur | GF  | GA  | Séries éliminatoires               |
| -------------- | --------- | ----- | ------ | -------- | --------- | --- | --- | ---------------------------------- |
| 2003           | Eastern   | 9-7   | 1er    | 6-2      | 3-5       | 226 | 223 | Défaite en demi-finale             |
| 2004           | Western   | 13-3  | 1er    | 7-1      | 6-2       | 223 | 173 | Défaite en finale de division      |
| 2005           | Western   | 8-8   | 3e     | 5-3      | 3-5       | 201 | 182 | Défaite en demi-finale de division |
| 2006           | Western   | 10-6  | 2e     | 6-2      | 4-4       | 200 | 172 | Vainqueur                          |
| Total          | 4 saisons | 40-24 |        | 24-8     | 16-16     | 850 | 750 |                                    |
| Playoff Totals |           | 4-3   |        | 3-1      | 1-2       | 97  | 94  |                                    |

## Effectif actuel
- Gardiens
  - 29 John McLellan
  - 30 Chris Levis
  - 38 Gee Nash

- Défenseurs
  - 2 Pat Coyle
  - 5 Jamie Hanford
  - 10 Jay Jalbert
  - 11 John Gallant
  - 14 Andy Glen
  - 28 Tom Ethington
  - 48 Rich Catton
  - 66 Matt Leveque
  - 77 Dave Stilley

- Attaquants
  - 3 Mike Law
  - 4 Josh Sims
  - 6 Brian Langtry
  - 8 Nick Carlson
  - 9 Gavin Prout
  - 19 Ben Prepchuk
  - 37 Andrew Burkholder
  - 44 Dan Carey

## Entraîneurs
- Gary Gait